# Säynätjärvi (sjö i Nyslott, Södra Savolax)
Säynätjärvi är en sjö i kommunen Nyslott i landskapet Södra Savolax i Finland. Arean är 26 hektar och strandlinjen är 3,97 kilometer lång.  Den  ingår i Vuoksens huvudavrinningsområde.  Sjön ligger omkring 76 kilometer öster om S:t Michel och omkring 260 kilometer nordöst om Helsingfors. 
I sjön finns ön Iso Säynätjärvensaari. 